# Empijem
Empijem (od grčke riječi: ἐμπύημα) nakupina je gnoja u prirodnoj anatomskoj šupljini poput pleuralne šupljine ili žučnjaka. Apsces je formacija gdje se gnoj nalazi u novonastaloj šupljini.
Empijem pleuralne šupljine predstavlja oblik piotoraksa u kojem gusti gnoj ispunjava pleuralnu šupljinu. Empyema pleurae obično uzrokuje širenje infekcije iz pluća. Gnoj pritišće pluća. Upala pluća, apsces pluća, kirurgija toraksa i trauma su najčešći uzroci pojave empijema pleuralne šupljine. Torakocenteza može u rijetkim slučajevima dovesti do empijema.
Empijem žučnjaka predstavlja stanje u kojem gusti gnoj ispunjava žučni mjehur.
Akutni purulentni apendicitis je po gore navedenoj definiciji empijem, međutim nakon prsnuća crvuljka može se formirati periapendikularni apsces (apsces oko crvuljka).